# 79式双管100毫米舰炮
79式双管100毫米舰炮是第一款由中国船舶重工集团为解放军海军而本土研发的大口径舰载高平兩用主炮。1970年决定用以取代苏联Bu-34單管100毫米56倍徑半封闭式炮架。到了1973年6月，第一批完成，而其中两台安装在护卫舰以上进行测试和评估。最终研发了两个升级型。

## 衍生型
79式
该系列中的第一个，该炮为全自动化，并且由343式雷達所控制。然而，身为第一款全自动、并同时是第一款本土研发的舰炮，中国军工单位尚未对设计保有足够的信心，因此导入了手动操作后备系统。这被证明是毫无根据的事，因为后来的行动当中证明了其自动化系统技术的可靠性与更简单的手动系统一样优良。
79A式
基于自动化系统的成功表现，在该升级型当中排除了手动操作后备系统。结果，炮架的总重得以減轻，而尺寸亦得以缩小了。除了尺寸上明显不同以外，79式与79A式之间最明显的外部视觉差异在于：79式版本具有较为锋利的边缘，因此看起来就像1970年代的汽车；而79A型具有圆形和弯曲的边缘，因此就像1990年代的汽车那样相当光滑。
H/PJ-33A
79式系列的最新型号是H/PJ33A双管100毫米舰炮，这个版本具有重新设计的炮塔，具有隐身功能。这个最新版本最初计划用以取代79A式，而79A式则取代79式；但是，当更新型的单管100毫米舰炮，比如210型及其后续H/PJ-87投入服役时，该计划被撤销了。

## 搭载舰艇
注：括号内的名字为北約代號。
79式
- 053K型导弹护卫舰（江東級）
- 053H1型导弹护卫舰（江滬III級）
- 053H2G型导弹护卫舰（江衛I級）
- 昭披耶級巡防艦

79A式
- 051型导弹驱逐舰（旅大III級；現代化改裝後）
- 053H2型导弹护卫舰（江滬II級）
- 053H1G型导弹护卫舰（江滬V級）

H/PJ-33A式
- 051B型导弹驱逐舰（旅海級）
- 052型导弹驱逐舰（旅滬級）
- 053H3型导弹护卫舰（江衛II級）

## 外部連結
- （英文）—NavWeaps—People's Republic of China 100 mm/56 (3.9") ENG-2 or Type 79A（页面存档备份，存于）
- （简体中文）—海军360.com—
  - 79式双100MM自动炮（页面存档备份，存于）
  - 79A式双100MM自动炮（页面存档备份，存于）
- （简体中文）—新浪网.cn—
  - 早期双管100毫米舰炮自动化程度低（页面存档备份，存于）
  - 79式双100毫米舰炮是国产的第一种全自动中口径舰炮（页面存档备份，存于）